# Every Minute
Every Minute è un singolo del cantante svedese Eric Saade, pubblicato il 27 febbraio 2021 su etichetta discografica Giant Records, facente parte del gruppo della Warner Music Sweden.

## Descrizione
Il brano è stato scritto e composto da Linnea Deb, Joy Deb, che ne è anche il produttore, e Jimmy "Joker" Thörnfeldt. Il testo descrive un'appassionata storia d'amore, ricorrendo anche a diverse allusioni sessuali.
La canzone, presentata il 27 febbraio 2021 durante la quarta semifinale del Melodifestivalen 2021, è stata pubblicata come singolo la sera stessa, in concomitanza con gran parte degli altri brani partecipanti all'evento, sulle piattaforme di download digitale e streaming. Essendo risultato fra i due più votati dal pubblico tra i sette partecipanti alla sua semifinale, Eric Saade ha avuto accesso diretto alla finale del 13 marzo. Qui si è piazzato 2º su 12 partecipanti con 118 punti totalizzati, di cui 69 provenienti dalle giurie internazionali e 49 risultanti dal televoto.

## Tracce
Testi e musiche di Linnea Deb, Joy Deb e Jimmy "Joker" Thörnfeldt.
1. Every Minute – 3:02

## Classifiche

### Classifiche settimanali
| Classifica (2021) | Posizione massima |
| ----------------- | ----------------- |
| Svezia            | 4                 |

### Classifiche di fine anno
| Classifica (2021) | Posizione |
| ----------------- | --------- |
| Svezia            | 95        |